# Battlefield Vietnam
Battlefield Vietnam är ett datorspel från 2004, utvecklat av den svenska spelstudion DICE på en filial i Kanada. Spelet är en fortsättning på succéspelet Battlefield 1942, som gavs ut 2002. Det är det andra spelet i Battlefield-serien, och som gavs ut av Electronic Arts den 14 mars 2004 i USA och den 19 mars i Europa.
Som titeln tyder utspelar sig spelet under Vietnamkriget. Många delar av spelet har inspirerats av några populära Vietnamkrigsfilmer, såsom Apocalypse från 1979.

## Handling
I Battlefield Vietnam har man nu ändrat skådeplatsen från Battlefield 1942, som nu har bytts ut från andra världskriget till Vietnamkriget, som utspelades under 1960- och 1970-talet. Spelet har ett stort utbud av spelbanor baserade på historiska platser och konflikter som spelade en nyckelroll under kriget, såsom Ho Chi Minhleden, Slaget vid Hue, Slaget vid Ia Drang, Operation Flaming Dart, Slaget om Khe Sanh och Saigons fall.

## Gameplay
Precis som i föregångaren strider spelaren i förstapersonsperspektiv i varierande miljö på olika slagfält. Spelets flerspelarspelläge är avsett att spelas över Internet med upp till 64 spelare på varje server, men likt föregångaren kan man spela ensam mot så kallade botar. Det som delvis gjorde föregångaren populär var möjligheten att kontrollera olika fordon, vid sidan om infanterirollen. Stridsvagnar, helikoptrar, stridsflygplan, stridsfartyg, etc. finns till spelarnas förfogande. Dock, så är det, precis som föregångaren, ingen simulator.
Battlefield Vietnam har USA, Sydvietnam, Nordvietnam och Viet-Cong som spelbara fraktioner. Spelet har en revolutionerande spelsätt i form av asymmetrisk krigföring. De två lagen (USA eller vietnam) får ett urval av olika kits och fordon, vilket gör att USA förlitar sig mer på tunga fordon och vietnameserna förlitar sig mer på infanteritaktik. Amerikanerna, till exempel, kommer att få tillgång till tunga stridsvagnar, helikoptrar och till och med bombplan, medan vietnameser tvingas att förlita sig på pansarvärn/luftvärnsvapen för att stoppa de amerikanska fordonen. Detta spelsätt var avsedd till att spegla de verkliga förhållandena i kriget. Införandet av en så kallad "Sipi Hole" för de vietnamesiska styrkorna - i praktiken en mobil spawnplats representerar de stora tunnelnätverken som vietnameserna använde i det riktiga kriget - gjorde en stor insats för att balansera spelet.

## Modifikationer
- Invasion Gotland - Sovjet invaderar Gotland år 1977 (realistisk mod, förutom händelsen).
- Point of Existence - Oljekrig i östra Afrika mellan USA och Ryssland år 2007.

## Vapen
- AK-47
- AKMS
- CAR-15
- M14
- M16 (finns en med kikarsikte också)
- Type-56
- MAT-49
- Type-53
- M60
- M21
- RPD
- M40
- M91/30
- SVD
- Mossberg 500
- M-19
- M1911
- TT-33
- L.A.W.
- M79
- RPG-2
- RPG-7V
- SA-7
- XM148

## Tillbehör
- Bouncing Betty
- C4
- Claymore
- Handgranat
- Landmina
- Rökgranat
- Tidsbomb
- Kikare
- Blåslampa
- Booby Trap
- Caltrops
- M1 Mortar
- Förbandsväska
- Punji
- Spade
- Type 63 Mortar
- Skiftnyckel
- Signalpistol (krävs en mod för att låsas upp)
- Avbitartång (krävs en mod för att låsas upp)

## Fordon
- Motorroller
- UAZ-469
- M151 MUTT
- Ural-375D
- BRDM-2
- M113
- BTR-60
- M551 Sheridan
- M50 Ontos
- PT-76
- T-54
- T-72
- ZSU-57-2
- M55
- M35A1
- M110
- BM-21 Grad
- M-46
- Huey/Huey Gunship
- Cobra
- ACH-47 Chinook
- OH-6 Loach
- Mi-8 Hip
- Ka-25 Hormone
- F-4 Phantom II
- A-7 Corsair II
- A-1 Skyraider
- AC-47 Spooky
- MiG-17
- MiG-21
- Patrullbåt
- Sampan
- Tango

## Musik
Detta är hela låtlistan som finns att höra i Battlefield Vietnam: 
1. Creedence Clearwater Revival - "Fortunate Son"
2. Edwin Starr - "War"
3. Martha and the Vandellas - "Nowhere to Run"
4. The Troggs - "Wild Thing"
5. Rare Earth - "Get Ready"
6. Canned Heat - "On the Road Again"
7. The Guess Who - "Shakin' All Over"
8. Count Five - "Psychotic Reaction"
9. Deep Purple - "Hush"
10. The Kinks - "All Day and All of the Night"
11. The Kinks - "You Really Got Me (Live)"
12. The Box Tops - "The Letter"
13. Jefferson Airplane - "Somebody to Love"
14. Bobby Fuller Four - "I Fought the Law"
15. Budapest Symphony Orchestra - "Valkyriaritten"
16. The Trashmen - "Surfin' Bird"
17. Jefferson Airplane - "White Rabbit" (Instrumental remix)

## Mottagande
| Mottagande      | Mottagande    |
| Samlingsbetyg   | Samlingsbetyg |
| Tjänst          | Betyg         |
| --------------- | ------------- |
| Gamerankings    | 83.50%<       |
| Metacritic      | 84/100        |
| Recensionsbetyg |               |
| Publikation     | Betyg         |
| Gamespot        | 8.5/10        |
| IGN             | 8.2/10        |
| Gamereactor     | 8/10          |

Battlefield Vietnam har fått i allmänhet mycket positivt recensioner, som för närvarande har ett samlingsbetyg på 84% på Metacritic och 83,50% på GameRankings. Flera spelkritiker lovordade spelets grafiska förbättringar, dess stort urval av bnor, fordon och vapen, och framförallt dess omtalade flerspelarspelläge. Spelet har dock fått kritik för botarnas AI, som ofta inte tar hänsyn till spelaren trots om de blir beskjutna av den.